# Aleksandr Fukin
Aleksandr Leonidovič Fukin (in russo Александр Леонидович Фукин?; Mosca, 26 marzo 1985) è un giocatore di calcio a 5 russo.

## Carriera

### Club
Fukin esordisce con la Dina Mosca nella stagione 2001-02, durante la quale mette a segno anche il suo primo gol, diventando uno dei più giovani marcatori nella storia della Superliga. Con il passare delle stagioni aumenta progressivamente le sue presenze nella prima squadra fino a diventarne uno dei punti di forza; nella stagione 2004-05 viene eletto "giovane più promettente" del campionato russo. Nei campionati seguenti conferma la propria vena realizzativa, classificandosi sempre tra i primi dieci capocannonieri del campionato. La stagione 2008-09 è particolarmente negativa per il giocatore a causa di un grave infortunio che lo tiene lontano dal campo di gioco per l'intero campionato. A metà della stagione 2008-2009 si trasferisce alla Dinamo Jamal, con cui vince la sua prima Coppa nazionale, andando a segno nella vittoriosa finale contro il VIZ-Sinara. La stagione successiva la Dinamo vince il campionato e il predominio è ribadito anche nelle stagioni 2011-12 e 2012-13.

### Nazionale
Nel 2005 venne incluso dal commissario Ivanov nella lista dei convocati per il campionato europeo. Negli anni successivi Fukin è divenuto uno dei punti di riferimento della Russia, con cui ha preso parte a cinque campionati europei e un mondiale.

## Palmarès
- Campionato russo: 6
Dinamo Mosca: 2010-11, 2011-12, 2012-13, 2015-16, 2016-17
KPRF Mosca: 2019-20
- Coppa di Russia: 6
Dinamo Mosca: 2008-09, 2009-10, 2010-11, 2012-13, 2013-14, 2014-15